# Чан, Мозес
Мозес Чан (англ. Moses Hung-Wai Chan, кит. трад. 陳鴻渭, упр. 陈鸿渭, пиньинь Chén Hóngwèi, палл. Чэнь Хунвэй; род. 23 ноября 1946, Сиань) — профессор физики в Университете штата Пенсильвания. 
Окончил Bridgewater College и Корнеллский университет, где получил степень доктора философии в 1974 году. С 1979 года является профессором в университете штата Пенсильвания.
За свои достижения в физике он получил премию имени Фрица Лондона вместе с Карлом Виманом и Эриком Корнеллом. В 2000 году был избран членом Национальной академии наук США.
В 2004 году в работе Чана были получены результаты, которые он интерпретировал как переход твёрдого 4Не в сверхтекучее состояние. Он также экспериментально наблюдал эффект Казимира и экспериментально подтвердил двумерную модель Изинга.